# Delia, Alberta
Delia är en ort i Kanada.   Den ligger i provinsen Alberta, i den centrala delen av landet, 2 800 km väster om huvudstaden Ottawa. Delia ligger 898 meter över havet och antalet invånare är 186.
Terrängen runt Delia är huvudsakligen platt, men söderut är den kuperad. Trakten runt Delia är nära nog obefolkad, med mindre än två invånare per kvadratkilometer.. Det finns inga andra samhällen i närheten.
Trakten runt Delia består till största delen av jordbruksmark.